# 歐扎克鎮區 (阿肯色州波爾克縣)
歐扎克鎮區（英語：Ozark Township）是位於美國阿肯色州波爾克縣的一個行政鎮區。

## 地方資料
歐扎克鎮區的面積為372.26平方千米，當中陸地面積為370.52平方千米，而水域面積為1.74平方千米。根據2010年美國人口普查的數據，當地共有人口2475人，而人口密度為每平方千米6.65人。